# Juan Bascuñán
Juan Bascuñán, född 8 juli 1894, död 29 augusti 1973, var en friidrottare från Chile. Han deltog vid olympiska sommarspelen 1920.